# O Globo Juvenil

O Globo Juvenil foi uma revista em quadrinhos infanto-juvenil lançada em 12 de junho de 1937 pelo editor-chefe Roberto Marinho, como forma de competir com o Suplemento Juvenil de Adolfo Aizen, que aparecera em 1934. Tinha sessões diversas como a de contos de variados gêneros (policiais, aventura etc.), curiosidades históricas e outras que mantinha o leitor-mirim bem informado, fábulas e provérbios, fatos históricos que aconteceram no dia da publicação como o calendário universal, o calendário patriótico e o calendário musical, e, lógico, suas histórias em quadrinhos clássicas dentre as quais se destacavam "O Fantasma", "Mandrake, o mágico", "Flash Gordon", "Superman", "The Lone Ranger (Zorro)", "Brucutu", "Príncipe Valente", "Ferdinando" e vários outros que fizeram parte das Eras de Platina e Ouro das histórias em quadrinhos.

## Publicação
Começou com uma publicação trissemanal lançada às terças, quintas e sabádos em formato tabloide, com 16 páginas em papel-jornal. No total foram 2051 edições, indo de 1937 a 1952. Após o número 1986 ganhou novo formato e maior número de páginas passando a se chamar "Novo O Globo Juvenil" mas este agora apenas com histórias completas. Por fim, já pela Rio Gráfica Editora, circularia ainda com mais 44 edições encerrando definitivamente em 1954. Havia também uma publicação mensal que durou 273 edições, durante o período de 1940 a 1963, além dos almanaques, lançados nos Natais de 1941 a 1964, totalizando 20 edições.
Durante alguns anos o suplemento teve como editor o futuro dramaturgo Nelson Rodrigues.
Seu cancelamento ocorreu devido a mudança de estratégia da editora, fazendo com que cada personagem ganhasse sua própria revista em quadrinhos independente.